# Lyftkrok

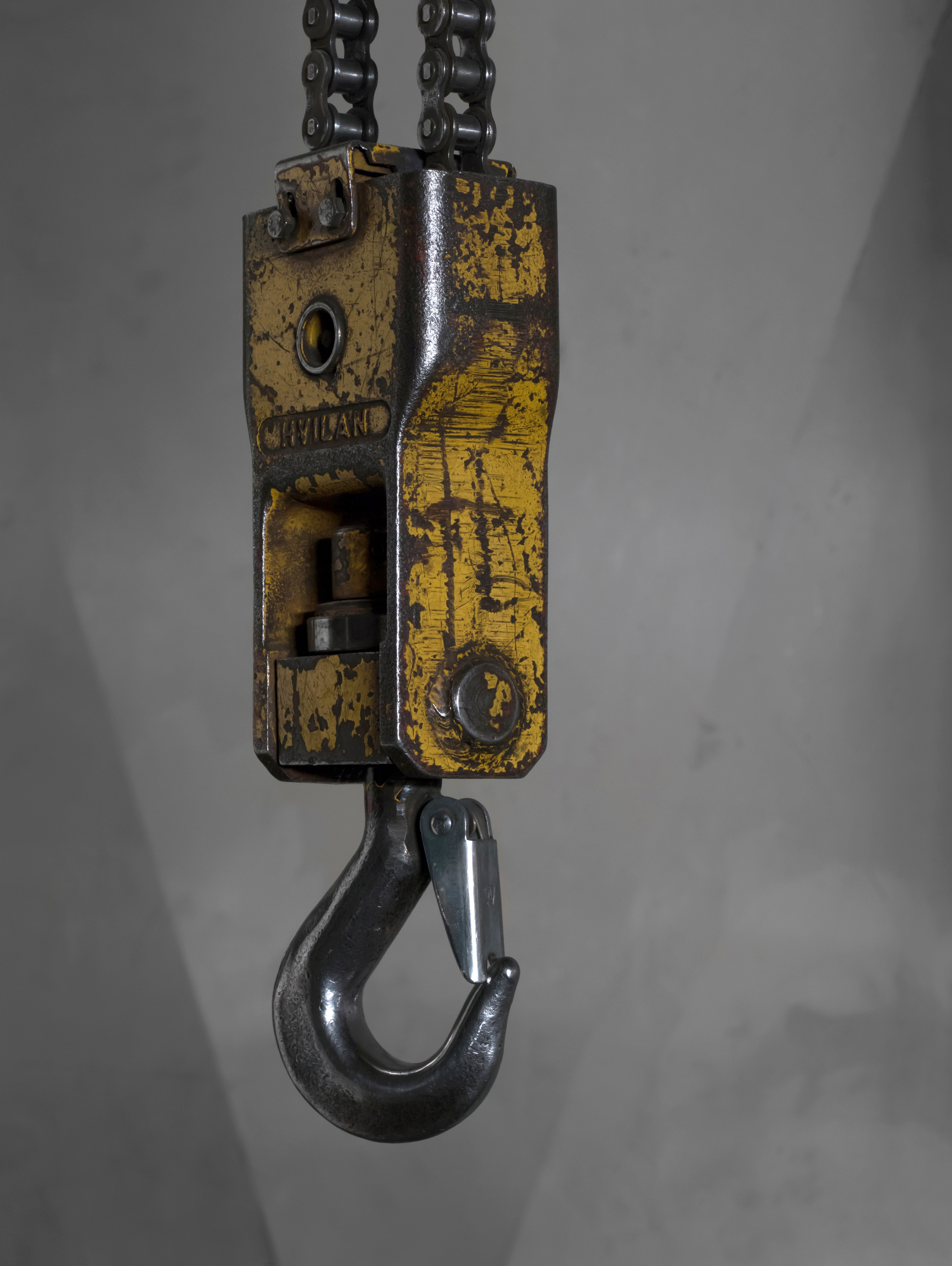
En lyftkrok med säkerhetsspärr för en kran.

Lyftkrok är ett redskap för att lyfta föremål med hjälp av en lyftkran eller en travers.
En lyftkrok kan även avse ett verktyg för skogshuggare. Detta verktyg är utformat som en krok med ett handtag. Det används för att kunna flytta lättare stockar och massavedsbitar vid manuell skogsavverkning. Det kallas även ofta skogakrok eller timmerkrok.